# Польове (зупинний пункт, Південно-Західна залізниця)
Польовé — пасажирський  залізничний зупинний пункт Київської дирекції Південно-Західної залізниці на електрифікованій лінії Дарниця — Гребінка між станцією Мар'янівка (7 км) та зупинним пунктом Слобода-Петрівка (2,4 км). Розташований поблизу села Польове Лубенського району Полтавської області.

## Історія
Зупинний пункт відкритий у 1980-х роках під первинною назвою Паризька Комуна.
У 1994 році лінія електрифікована в складі дільниці Дарниця — Гребінка.
3 серпня 2023 року, відповідно до Закону України «Про географічні назви», Програми дерусифікації інфраструктури залізничного транспорту АТ «Укрзалізниця», затвердженої рішенням правління від 28 листопада 2022 року, Методичних рекомендацій щодо внесення змін до Тарифного керівництва № 4 залізниць України та ведення електронної бази даних Тарифного керівництва № 4, затверджених наказом Укрзалізниці від 14 липня 2015 року № 230-Ц/од, зупинний пункт Платформа Паризька Комуна перейменований в Польове, за однойменною назвою села, що розташоване поблизу.

## Пасажирське сполучення
На зупинному пункті Польове зупиняються приміські електропоїзди сполученням Київ — Гребінка.